# 리처드 톰슨 (육상 선수)
리처드 톰슨(Richard Thompson, 1985년 6월 7일 ~ )은 트리니다드 토바고의 육상 선수로, 주 종목은 100m이다. 미국 루이지애나 주립 대학교(LSU) 타이거스 육상팀 소속으로 NCAA 육상대회에 참가했다.
100m 개인 최고기록은 2008년 8월 16일 베이징 올림픽 당시 기록한 9초 89이다. 200m 최고 기록은 2008년 5월, 아칸소주 페이엣빌에서 기록한 20초 18이다. 실내 경기인 60m 개인 최고 기록은 2008년 3월 페이엇빌에서 기록한 6초 51이다.
2007년, 오사카 세계육상선수권에서 준결승에 올랐으나 10초 44로 8위에 그치며 결승에 진출 하는 데에는 실패했다.
2008년 3월, NCAA 실내 챔피언십(NCAA Indoor Championship) 남자 60m 부문에서 1위를 차지했고 2008년 6월에는 NCAA 챔피언십 남자 100m와 4x100m에서 1위, 200m에서 2위를 차지하는 성과를 올렸다.
그리고 2008년 베이징 올림픽 남자 100m 결승에서 타이슨 게이가 예선에서 탈락하고 아사파 파월이 5위로 부진한 틈을 타 9초 89의 개인 최고 기록으로 은메달을 따냈다. 이후 8월 22일에 열린 400m 계주 결승에서도 케스톤 블레드맨, 마크 번스, 이매뉴얼 캘린더, 아론 암스트롱과 팀을 이뤄 은메달을 따내는 데 성공했다.
4년 후, 런던 올림픽에서도 100m 결승전 진출에 성공하여 6위를 하였다. 400m 계주에서 3위를 하였으나, 2위를 한 미국 팀이 타이슨 게이의 도핑 실증으로 은메달을 박탈당하자 트리니다드 토바고 팀에게 갔다.
후에 베이징 올림픽에서 네스타 카터가 도핑 실증이 되어 자메이카 팀이 금메달을 박탈당하자 그 영광은 트리니다드 토바고 팀에게 갔다.

## 개인 최고 기록
| 종목      | 날짜       | 장소     | 대회               | 기록    | 바람     |
| --------- | ---------- | -------- | ------------------ | ------- | -------- |
| 100m      | 2008/08/16 | 베이징   | 베이징 올림픽      | 9초 89  | ±0.0 mps |
| 200m      | 2008/05/30 | 페이엣빌 | NCAA 대회          | 20초 18 | ±1.9 mps |
| 60m(실내) | 2008/03/15 | 페이엣빌 | NCAA 실내 챔피언십 | 6초 51  | 없음     |